# Gojōme
Gojōme (五城目町?) è una cittadina giapponese della prefettura di Akita.